# Margarete Paulick
Margarete Paulick (* 22. Juni 1869 in Naumburg; † 19. Dezember 1964 in Berlin) war (zumeist unter dem Pseudonym Hans Lorenz zusammen mit ihrem Bruder Alfred Möller) eine deutsche Verfasserin von Lustspielen und Operettenlibretti. 

## Biografie
Insbesondere die Stücke Rätsel um Beate (1935) und Intermezzo am Abend (1939) erfreuten sich zur Zeit des Nationalsozialismus großen Publikumszuspruchs. Die Bühnenstücke dienten zum Teil auch als Vorlagen für Filme. 1920 hatte sich Paulick auch selbst als Drehbuchautorin probiert – bei einem Film ihres Bruders Am Spieltisch des Lebens. 1936 lieferte sie die Idee zu dem deutschen Spielfilm Ein Mannsbild muß her.

## Werke

### Lustspiele
- Der Herr mit dem Fragezeichen (1930)
- Die Freundin eines großen Mannes (1933)
- Die große Chance (1933)
- Christa, ich erwarte dich! (1934)
- Rätsel um Beate (1935)
- Eine Frau wie Jutta (1937)
- Zwei Nächte (1938)
- Intermezzo am Abend (1939)
- Eine Stunde mit Alexa (1940)
- Eine Frau hat sich verlaufen (1943)
- Wo finde ich dich? (1948)

### Operetten
- Das tanzende Herz (1920), ohne Alfred Möller
- Das Strumpfband der Herzogin (1926)
- In einer Sommernacht (1936)
- Die 4 Optimisten (1942)

### Filme
- Am Spieltisch des Lebens (Drehbuch, 1920)
- Ein Mannsbild muss her (Idee, 1936), ohne Alfred Möller

#### Vorlagen
- Die große Chance (1934)
- Die Freundin eines großen Mannes (1934)
- Rätsel um Beate (1937)
- Alles für Gloria (1941)